# Real-Encyclopädie der gesammten Heilkunde
Die Real-Encyclopädie der gesammten Heilkunde (Untertitel: Medizinisch-chirurgisches Handwörterbuch für praktische Ärzte) war eine Sammlung von Handbuchartikeln zur Medizin, die das Wissen des 19. Jahrhunderts auf diesem Gebiet zusammenfasste. Die Enzyklopädie erschien bei Urban & Schwarzenberg in Wien (später Berlin) in erster Auflage ab 1880, wurde von Albert Eulenburg herausgegeben und vielfach auch der Eulenburg genannt. Insgesamt erschienen vier Auflagen, die letzte ab 1907 mit Ergänzungsbänden bis 1926.

## Geschichte
Die Verleger Ernst Urban und Eugen Schwarzenberg wurden bei einer Redaktionssitzung 1878 auf eine französische Medizinenzyklopädie aufmerksam und beschlossen, eine solche auch in deutscher Sprache herauszugeben. Auf Albert Eulenburg, damals Professor der Pharmakologie in Greifswald, wurden sie durch dessen Aufsatz über die Geschichte der Pathologie im 19. Jahrhundert in der Zeitschrift Wiener Klinik aufmerksam. Auf einer Eisenbahnfahrt von München nach Innsbruck sprachen sie ihn an, und er sagte nach Bedenkzeit zu. Eulenburg konnte für die erste Auflage 90 Mitarbeiter gewinnen. Dank seines Organisationstalents und Engagements erschien das ursprünglich auf zehn Bände veranschlagte Werk in nur vier Jahren bis 1883 in fünfzehn Bänden. Der Verlag investierte hohe Summen (so flossen von 1889 bis 1914 allein 750.000 Goldmark an Autorengehältern), verdiente aber auch sehr gut an dem Werk.
Das Werk fand großen Anklang und große Verbreitung, sowohl bei Hochschullehrern als auch bei praktischen Ärzten, und selbst Studenten konnten durch ein Abzahlsystem in seinen Besitz gelangen. Theodor Brugsch erinnerte sich, über fünf Jahre monatlich 3 Mark gezahlt zu haben, dafür aber schon als Student das Gesamtwerk besessen zu haben.
Der Verleger Michael Urban schrieb dazu 1980 im Vorwort zu Günter Thieles Handlexikon der Medizin: „Vor genau 100 Jahren erschien im damals noch jungen Verlag Urban & Schwarzenberg der erste Band von Eulenburgs ‚Realencyclopädie der gesamten [sic] Heilkunde‘. Das Werk wurde von den Rezensenten zwar gelobt, der Sinn dieses verlegerischen Wagnisses dagegen skeptisch beurteilt. Vier Jahre und fünfzehn [sic] Bände später war jedoch nicht nur der große Erfolg eingetreten – die Auflage war vergriffen, vier [sic] weitere folgten –, es war auch eine lange Reihe medizinischer und naturwissenschaftlicher Enzyklopädien und Lexika begründet und der Durchbruch für Urban & Schwarzenberg als wissenschaftlicher Verlag geschafft.“
Auf der Grundlage der 2. Auflage in Russland von 1891 bis 1901 wurde die Reale Enzyklopädie der medizinischen Wissenschaften (russisch Реальная энциклопедия медицинских наук) veröffentlicht. Es bestand aus 21 Bänden und 2 zusätzlichen Bänden mit jeweils 800 Seiten und vielen Abbildungen. Etwa ein Drittel der russischen Ausgabe wurden durch Originalartikel russischer Autoren und Übersetzungen anderer deutscher medizinischer Publikationen ergänzt. Diese Enzyklopädie war ein grundlegendes Werk zur Medizin, eine der vollständigsten medizinischen Publikationen des 19. Jahrhunderts. Im vorrevolutionären Russland war dies die einzige medizinische Enzyklopädie, die vollständig fertiggestellt wurde.
Im Anschluss an Albert Eulenburgs Realenzyklopädie der gesamten Heilkunde begründete Heinz Urban als Herausgeber das sechsbändige Reallexikon der Medizin und ihrer Grenzgebiete (erschienen 1966 bis 1977/1978 bei Urban & Schwarzenberg), das von Michael Urban fortgeführt und von Günter Thiele und Heinz Walter redigiert und bearbeitet wurde.

## Auflagen
Die einzelnen Auflagen waren:
- 1. Auflage, 15 Bände, 1880 bis 1883. Bei Erscheinen des letzten Bandes war die erste Auflage bereits vergriffen. Beteiligt waren 111 Autoren, darunter:[3] Albert Adamkiewicz, Eduard Albert, Eduard Albrecht (Heinrich Wilhelm Eduard Albrecht), Rudolf Arndt, Heinrich Auspitz, Ludwig Bandl, Heinrich Adolf von Bardeleben, Samuel Siegfried Karl von Basch, Gustav Behrend, Moriz Benedikt, Oskar Berger, Wenzel Bernatzik, Carl Binz, Felix Victor Birch-Hirschfeld, Blumenstok (Blumenstock = Leo Halban), Karl Edler Böhm von Böhmersheim, Hermann Julius Böttger, Friedrich Busch, Hans Chiari, Hermann Cohn, Ludwig Edinger, Salomo Ehrenhaus, Hermann Eichhorst, Josef Englisch, Michael Moritz Eulenburg (der Vater von Albert Eulenburg, der selbst in dieser Auflage noch kein Autor war), Carl Anton Ewald, Friedrich Falk, Bernhard Fränkel, Eduard Geber, Vilmos Goldzieher, Jacob Gottstein, Josef Grünfeld, Paul Güterbock, Ernst Julius Gurlt, Paul Guttmann, Eugen Hahn, Julius Hirschberg, Jakob Hock, Eduard von Hofmann, Johann Eduard Hofmokl, Ludwig Heinrich Hollaender, Theodor Husemann, Moriz Kaposi, Enoch Heinrich Kisch, Edwin Klebs, Salomon Klein, Ludwig Kleinwächter, Theodor Knauthe, Friedrich von Korányi, Paul Krabler, Ernst Küster, Leonard Landois, Carl Langenbuch, Georg Langreuter, Georg Richard Lewin, Louis Lewin, Ernst von Leyden, Wilhelm Franz Loebisch, Karl Löbker, August Lucae, Ernst Ludwig, Felix Marchand, Emanuel Mendel, Martin Mendelsohn, Alois Monti, Friedrich Mosler, Franz Obernier, Adolph Oldendorff, Leopold Oser, Carl Pelman (Pelmann), Leopold Perl, Hugo Pernice, Arnold Pick, Adam Politzer, Franz Preuschen von Liebenstein, Ernst Remak, August Leopold von Reuss, Alexander Reumont, Leopold Peter Riess, Ottomar Rosenbach, Moritz Rosenthal, Simon Samuel, Wilhelm Sander, Gustav Scheuthauer, Rudolf Schirmer, Hermann Schmidt-Rimpler, Johann Schnitzler, Max Schüller, Hugo Schulz, Dagobert Schwabach, Ernst Ludwig Schwimmer, Adolph Seeligmüller, Oskar Simon, Moritz Smoler, Otto Soltmann, Ferdinand Sommer, Eduard Steinauer, Isidor Soyka, Adelbert von Tobold, Robert Ultzmann, August Emil Vogl, Paul Vogt, Friedrich Eugen Weber-Liel, Karl Weigert, Albrecht Ludwig Agathon Wernich, Wilhelm Winternitz, Gustav Wolzendorff.
- 2. Auflage, 22 Bände, 1885 bis 1890. Aktualisiert wurden sie für die Besitzer der älteren Ausgaben durch neun Encyclopädische Jahrbücher der gesammten Heilkunde (Band 23 bis 31), erschienen in den Jahren 1891 bis 1900 (außer 1898). Halblederbände mit geprägten Deckeln. Beteiligt waren mehr als 130 Autoren,[4] darunter Albert Adamkiewicz, Eduard Albert, Rudolf Gottfried Arndt, Carl Heinrich Auspitz, Ludwig Bandl, Heinrich Adolf von Bardeleben, Karl von Bardeleben, Gustav Behrend, Moriz Benedikt, Oskar Berger, Wenzel Bernatzik, Martin Bernhardt, Otto Binswanger, Carl Binz, Felix Victor Birch-Hirschfeld, Blumenstok (Blumenstock = Leo Halban), Karl Edler Böhm von Böhmersheim, Maximilian Bresgen, Friedrich Busch, Hans Chiari, Hermann Cohn, Salomo Ehrenhaus, Hermann Eichhorst, Josef Englisch, Albert Eulenburg, Michael Moritz Eulenburg, Carl Anton Ewald, Albert Fraenkel, Bernhard Fraenkel, Karl Frommann, Paul Fürbringer, Johannes Gad, Eduard Geber, Wilhelm Goldzieher, Josef Grünfeld, Paul Güterbock, Ernst Julius Gurlt, Paul Guttmann, Otto Heubner, Julius Hirschberg, Jakob Hock, Eduard von Hofmann, Johann Eduard Hofmokl, Ludwig Heinrich Hollaender, Theodor Husemann, Rudolf von Jaksch, Moriz Kaposi, Enoch Heinrich Kisch, Edwin Klebs, Salomon Klein, Ludwig Kleinwächter, Rudolf Klemensiewicz, Theodor Knauthe, Werner Körte, Friedrich von Korányi, Ernst Küster, Leonard Landois, Georg Richard Lewin, Louis Lewin, Ernst von Leyden, Oskar Liebreich, Karl Löbker, Wilhelm Franz Loebisch, August Lucae, Ernst Ludwig, Felix Marchand, August Martin, Emanuel Mendel, Alois Monti, Friedrich Mosler, Hermann Munk, Immanuel Munk, Adolph Oldendorff, Hermann Oppenheim, Leopold Oser, Erich Peiper, Carl Pelman, Arnold Pick, Adam Politzer, Franz Preuschen von Liebenstein, William Preyer, Alfred Přibram, Hermann Rabl-Rückhard, Eduard Reichardt, Ernst Remak, Alexander Reumont, August Leopold von Reuss, Alexander Rollett, Ottomar Rosenbach, Moritz Rosenthal, Wilhelm Sander, Simon Samuel, Friedrich Schauta, Eduard Schiff, Rudolf Schirmer, Hermann Schmidt-Rimpler, Johann Schnitzler, Theodor Schott, Josef Schreiber, Max Schüller, Hugo Schulz, Dagobert Schwabach, Karl Schweigger, Ernst Ludwig Schwimmer, Adolph Seeligmüller, Hermann Senator, Otto Soltmann, Ferdinand Sommer, Eduard Sonnenburg, Isidor Soyka, Adelbert von Tobold, August Emil Vogl, Paul Vogt, Friedrich Eugen Weber-Liel, Karl Weigert, Albrecht Ludwig Agathon Wernich, Carl Westphal, Wilhelm Winternitz, Anton Wölfler, Julius Wolff, Gustav Wolzendorff, Emil Zuckerkandl, Wilhelm Zuelzer. Zusätzlich hatte jedes Jahrbuch etwa einhundert weitere Mitarbeiter; darunter waren[5] zum Beispiel in Band XXXI Heinrich Albrecht, Isidor Albu, Ludwig Ascher, Emanuel Aufrecht, Adolf Aron Baginsky, Benno Baginsky, Emil Ballowitz, Emil von Behring, Bernhard Bendix, Ludwig Bruns, Hermann Determann (St. Blasien), Hermann Endres (Halle an der Saale), Ernst Fraenkel, Ludwig Fraenkel, Edmund Friedrich, C. Günther (Berlin), Hermann Gutzmann sen., Haike (Berlin), Moritz Jastrowitz, Georg Joachimsthal, Heinrich Kionka, Theodor Kirchhoff, Kirstein (Berlin), A. Knorr (München), Rudolf Kobert, Albert Köhler, Werner Körte, Paul Kohlstock, Julius Kratter, A. Kuttner (Berlin), R. Landau (Nürnberg), Julius Lazarus, Max Levy-Dorn, Oskar Liebreich, Moritz Litten, Adolf Lorenz, O. Magen (Breslau), Martin Mendelsohn, Josef von Metnitz, George Meyer, Julius Morgenroth, Paul Musehold (Oberstabsarzt, Strassburg im Elsass), Gustav Adolf Neuber, Max Neuburger, Bernhard Nocht, Carl Posner, Eugen Rehfisch, Hugo Ribbert, Leopold Peter Riess, Friedrich Heinrich Rinne, Theodor Rosenheim, Heinrich Rosin, Wilhelm Roux, Bernard Sachs, S. H. Scheiber (Budapest), Heinrich Botho Scheube, H. Schönheimer (Berlin), Albert von Schrenck-Notzing, Julius Schwalbe, Sperling (Oberstabsarzt, Berlin), Robert Steiner von Pfungen, Alois Strasser, Strebel (München), Paul Gerson Unna, Heinrich Unverricht, Johann Veit, August von Wassermann, Richard Wehmer, Karl Wilhelm Werner, Maximilian von Zeissl, Theodor Ziehen, Ernst Ziegler.

- 3. Auflage, 26 Bände, 1894 bis 1901, und neun Encyclopädische Jahrbücher der gesammten Heilkunde (neue Folge), Bände 27 bis 35, erschienen 1903 bis 1911. Die 3. Auflage war eine vollständige Neubearbeitung. Unter den 172 Autoren waren unter anderem Eduard Albert, Eduard Albrecht, Ludwig Ascher, Leopold Auerbach, Emanuel Aufrecht, Adolf Baginsky, Benno Baginsky, Emil Ballowitz, Heinrich Adolf von Bardeleben, Karl von Bardeleben, Gustav Behrend, Moriz Benedikt, Emil von Behring, Martin Bernhardt, Otto Binswanger, Carl Binz, Felix Victor Birch-Hirschfeld, Karl Edler Böhm von Böhmersheim, Maximilian Bresgen, Ludwig Bruns, Anton Bum, Georg Buschan, Leopold Casper, Hans Chiari, Hermann Cohn, Ernst Delbanco, Ernst von Düring, Ludwig Edinger, Hermann Eichhorst, Josef Englisch, Albert Eulenburg, Carl Anton Ewald, Georg Florschütz, Albert Fraenkel, Bernhard Fraenkel, Ernst Fraenkel, Sigmund Freud, Edmund Friedrich, Paul Fürbringer, Johannes Gad, Julius Geppert, Alfred Goldscheider, Vilmos Goldzieher, Ernst Julius Gurlt, Paul Guttmann, Hermann Gutzmann sen., Otto Heubner, Leo Halban, Eduard von Hofmann, Ludwig Heinrich Hollaender, Carl Horstmann, Karl Hürthle, Theodor Husemann, Rudolf von Jaksch, Georg Joachimsthal, Carl Jung, Clemens von Kahlden, Moriz Kaposi, Enoch Heinrich Kisch, Heinrich Kionka, Ludwig Kleinwächter, Rudolf Klemensiewicz, Rudolf Kobert, Wilhelm Kochs, Leopold Königstein, Friedrich von Korányi, Julius Kratter, Bernhard Krönig, Ernst Küster, Leonard Landois, Ludwig Laqueur, Oskar Lassar, Julius Lazarus, Max Levy-Dorn, Georg Richard Lewin, Louis Lewin, Ernst von Leyden, Oskar Liebreich, Moritz Litten, Karl Löbker, Wilhelm Franz Loebisch, Adolf Lorenz, August Lucae, Felix Marchand, August Martin, Ludwig Mauthner, Emanuel Mendel, Josef von Metnitz, George Meyer, Alois Monti, Friedrich Mosler, Egmont Münzer, Immanuel Munk, Gustav Adolf Neuber, Bernhard Nocht, Carl von Noorden, Adolph Oldendorff, Ernst Orthmann, Leopold Oser, Erich Peiper, Carl Pelman, Arnold Pick, Carl Posner, Franz Preuschen von Liebenstein, William Preyer, Hermann Rabl-Rückhard, Heinrich Ranke, Ernst Remak, August Leopold von Reuss, Hugo Ribbert, Leopold Peter Riess, Friedrich Heinrich Rinne, Alexander Rollett, Ottomar Rosenbach, Theodor Rosenheim, Heinrich Rosin, Josef Rotter, Wilhelm Roux, Bernard Sachs, Simon Samuel, Wilhelm Sander, Friedrich Schauta, Heinrich Botho Scheube, Otto Schirmer, Rudolf Schirmer, Hermann Schmidt-Rimpler, Albert von Schrenck-Notzing, Hugo Schulz, Dagobert Schwabach, Julius Schwalbe, Ernst Ludwig Schwimmer, Adolph Seeligmüller, Hermann Senator, Otto Soltmann, Ferdinand Sommer, Eduard Sonnenburg, Robert Steiner von Pfungen, Georg Sticker, Bernhard von Tobold, Julius Uffelmann, Paul Gerson Unna, Heinrich Unverricht, Johann Veit, Albert Villaret, August Emil Vogl, Richard Wehmer, Karl Wilhelm Werner, Albrecht Ludwig Agathon Wernich, Theodor Weyl, Wilhelm Winternitz, Julius Wolff, Ernst Ziegler, Theodor Ziehen, Maximilian von Zeissl, Emil Zuckerkandl, Wilhelm Zuelzer.[6] Einige Beiträge erschienen auch separat als Monografien.

- 4. Auflage, 15 Bände, 1907 bis 1914. Ergänzungsbände als Ergebnisse der gesamten Medizin. Sie hieß nun Real-Encyclopädie der gesamten Heilkunde. Mitherausgeber war jetzt Theodor Brugsch, der schon ab 1909 namentlich als Ko-Herausgeber genannt wurde. 159 Mitarbeiter ermöglichten ein schnelles Erscheinen der vollständigen Neubearbeitung. Das Werk konzentrierte sich mehr auf praktische Themen. Die 4. Auflage hatte ein größeres Format, schwarze Halbledereinbände mit Rückenvergoldung, rund 1000 Seiten pro Band (insgesamt 13.834 Seiten) und eine bessere Bildausstattung (2683 Abbildungen im Text, 87 Farbtafeln und 35 Schwarz-Weiß-Tafeln). Mitarbeiter waren unter anderem[7] Emil Abderhalden, Georg Avellis, Adolf Baginsky, Benno Baginsky, Karl von Bardeleben, Bernhard Bendix, Martin Bernhardt, Otto Binswanger, Ferdinand Blumenthal, Theodor Brugsch, Ludwig Bruns, Georg Buschan, Leopold Casper, Hans Chiari, August Cramer, Wilhelm Dieck, Paul Dittrich, Ludwig Edinger, Hermann Eichhorst, Albert Eulenburg, Carl Anton Ewald, Ernest Finger, Edmund Forster, Albert Fraenkel, Bernhard Fränkel, Ernst Fraenkel, Ernst Kurt Frey, Friedrich Fülleborn, Paul Fürbringer, Themistocles Gluck, Alfred Goldscheider, Vilmos Goldzieher, Hermann Griesbach, Julius Grober, Hermann Gutzmann sen., David Paul von Hansemann, Fritz Härtel, Leopold Harmer Leopold Heine, Otto Heubner, Julius Hochenegg, Rudolf von Jaksch, Stefan Jellinek, Georg Joachimsthal, Enoch Heinrich Kisch, Robert Kienböck, Heinrich Kionka, Felix Klemperer, Georg Klemperer, Martin Kochmann, Albert Köhler, Leopold Königstein, Werner Körte, Rudolf Kobert, Alexander Kolisko, Friedrich von Korányi, Julius Kratter, Friedrich Kraus, Fedor Krause, Karl Kreibich, Bernhard Krönig, Ernst Küster, Ludwig Laqueur, Oskar Lassar, Julius Lazarus, Paul Lazarus, Louis Lewin, Ernst von Leyden, Adolf Lorenz, Hans Lorenz, Otto Lubarsch, August Lucae, Rudolf Magnus, Felix Marchand, August Martin, Martin Mayer, George Meyer, Josef Moeller, Albert Moll, Peter Mühlens, Egmont Münzer, Bernhard Nocht, Carl von Noorden, Carl Adolf Passow, Erich Peiper, Hugo Carl Plaut, Carl Posner, Ernst Julius Remak, August Leopold von Reuss, Hugo Ribbert, Leopold Peter Riess, Friedrich Heinrich Rinne, Ernst Rodenwaldt, Ottomar Rosenbach, Theodor Rosenheim, Heinrich Rosin, Eugen Rost, Bernard Sachs, Friedrich Schauta, Heinrich Botho Scheube, Otto Schirmer, Hermann Schmidt-Rimpler, Hugo Schulz, Dagobert Schwabach, Hermann Senator, Otto Soltmann, Eduard Sonnenburg, Georg Sticker, Alois Strasser, Friedrich Suter, Robert Hermann Tillmanns, Bernhard von Tobold, Karl Unna, Marie Unna, Paul Gerson Unna, Heinrich Unverricht, Johann Veit, August Emil Vogl, Heinrich Vogt, Otto Voss, Richard Wehmer, Hermann Wendelstadt, Heinrich Werner, Wilhelm Winternitz, Hans Wossidlo, Theodor Ziehen, Ernst Ziemke.
- Der Ausbruch des Ersten Weltkriegs verhinderte eine weitere Auflage. Statt der Encyclopädischen Jahrbücher begründete Theodor Brugsch nach Eulenburgs Tod (1917) die Ergebnisse der gesamten Medizin, die ihr Erscheinen 1938 mit dem 22. Band einstellten. Die Bände 11 bis 22 waren zugleich die zwölf Ergänzungsbände zu Kraus-Brugsch: Pathologie und Therapie.

## Digitalisat
Im Internet Archive (jeweils mit Autorenliste):

### Erste Auflage (1880 – 1883)
- Band 1 (1880) Aachen – Ballston (Digitalisat)
- Band 2 (1880) Balsame – Carlina (Digitalisat)
- Band 3 (1880) Carlsbad – Degenerescenz (Digitalisat)
- Band 4 (1880) Delhi-Beule – Epilepsie (Digitalisat)
- Band 5 (1881) Epilepsie (forensisch) – Genista (Digitalisat)
- Band 6 (1881) Gentiana – Hypocardie (Digitalisat)
- Band 7 (1881) Hypochondrie – Kyphose (Digitalisat)
- Band 8 (1881) Labassère – Menostase (Digitalisat)
- Band 9 (1881) Menstrualkolik – Obersalzbrunn (Digitalisat)
- Band 10 (1882) Oberschenkel – Podelcoma (Digitalisat)
- Band 11 (1882) Podophyllin – Scarification (Digitalisat)
- Band 12 (1882) Scarlatina – Spulwurm (Digitalisat)
- Band 13 (1883) Sputa – Trollière (Digitalisat)
- Band 14 (1883) Trommelfellkrankheiten – Wurm (Digitalisat)
- Band 15 (1883) Wurstgift – Zymose. Nachträge und Register (Digitalisat)

### Zweite, umgearbeitete und vermehrte Auflage (1885 – 1900) Bände I bis XXXI
- Band 1 (1885) Aachen – Arterien (Digitalisat)
- Band 2 (1885) Arterienpuls – Biolett (Digitalisat)
- Band 3 (1885) Birmensdorf – Cataplasmen (Digitalisat)
- Band 4 (1885) Cataracta – Czigelka (Digitalisat)
- Band 5 (1886) Dacryoadenitis – Eihautstich (Digitalisat)
- Band 6 (1886) Eilsen – Extracte (Digitalisat)
- Band 7 (1886) Extraction – Gehirnerschütterung (Digitalisat)
- Band 8 (1886) Gehirnhäute – Harkany (Digitalisat)
- Band 9 (1887) Harn – Hydrorrhoe (Digitalisat)
- Band 10 (1887) Hydrotherapie – Kindslage (Digitalisat)
- Band 11 (1887) Kindspech – Lenk (Digitalisat)
- Band 12 (1887) Lentigo – Melilotus (Digitalisat)
- Band 13 (1888) Melissa – Narcein (Digitalisat)
- Band 14 (1888) Narcissus – Opisthotonus (Digitalisat)
- Band 15 (1888) Opium – Polplitea (Digitalisat)
- Band 16 (1888) Populus – Rückenmark (Digitalisat)
- Band 17 (1889) Rückenmarks-Krankheit – Schuls (Digitalisat)
- Band 18 (1889) Schulterblatt – Stammeln (Digitalisat)
- Band 19 (1889) Stannum – Tourniquet (Digitalisat)
- Band 20 (1890) Towyw – Veratrin (Digitalisat)
- Band 21 (1890) Verbände – Zymose. Nachträge und Ergänzungen: Abasie – Gynäko-Elektrotherapie (Digitalisat)
- Band 22 (1890) Nachträge und Ergänzungen: Haematocele – Vegetationen. General-Register (Digitalisat)
- Band 23 (1891) Encyclopädische Jahrbücher der gesammten Heilkunde, 1. Jahrgang
- Band 24 (1892) Encyclopädische Jahrbücher der gesammten Heilkunde, 2. Jahrgang
- Band 25 (1893) Encyclopädische Jahrbücher der gesammten Heilkunde, 3. Jahrgang
- Band 26 (1894) Encyclopädische Jahrbücher der gesammten Heilkunde, 4. Jahrgang
- Band 27 (1895) Encyclopädische Jahrbücher der gesammten Heilkunde, 5. Jahrgang
- Band 28 (1896) Encyclopädische Jahrbücher der gesammten Heilkunde, 6. Jahrgang
- Band 29 (1897) Encyclopädische Jahrbücher der gesammten Heilkunde, 7. Jahrgang
- Band 30 (1899) Encyclopädische Jahrbücher der gesammten Heilkunde, 8. Jahrgang
- Band 31 (1900) Encyclopädische Jahrbücher der gesammten Heilkunde, 9. Jahrgang

### Dritte, gänzlich umgearbeitete Auflage (1894 – 1901)
- Band 1 (1894) Aachen – Antisepsis (Digitalisat)
- Band 2 (1894) Antiseptica – Bauche (Digitalisat)
- Band 3 (1894) Bauchfell – Breege (Digitalisat)
- Band 4 (1894) Brenzcatechin – Cnicin (Digitalisat)
- Band 5 (1895) Cnidosis – Digestion (Digitalisat)
- Band 6 (1895) Digestiva – Endermatische Methode (Digitalisat)
- Band 7 (1895) Endokarditis – Fissura (Digitalisat)
- Band 8 (1895) Fistel – Gehirnkrankheiten (Tumoren) (Digitalisat)
- Band 9 (1896) Gehirnnerven – Haschisch (Digitalisat)
- Band 10 (1896) Hasenscharte – Hundseck (Digitalisat)
- Band 11 (1896) Hundswuth – Irrenbehandlung (Digitalisat)
- Band 12 (1897) Irrengesetzgebung – Krankenpflege (Digitalisat)
- Band 13 (1897) Krankentransport – Lungenentzündung
- Band 14 (1897) Lungengangrän – Meatus (Digitalisat)
- Band 15 (1897) Mechanotherapie – Mollin (Digitalisat)
- Band 16 (1898) Molluscum – Netzknorpel (Digitalisat)
- Band 17 (1898) Neubildung – Orb (Digitalisat)
- Band 18 (1898) Orbita – Pharynx-Krankheiten (Digitalisat)
- Band 19 (1898) Phenacetin – Pulpitis (Digitalisat)
- Band 20 (1899) Puls – Rückenmark (Tumoren) (Digitalisat)
- Band 21 (1899) Rückenmarkshäute – Schleimpolypen (Digitalisat)
- Band 22 (1899) Schleimstoffe – Spirometrie (Digitalisat)
- Band 23 (1900) Spital – Szobrancz (Digitalisat)
- Band 24 (1900) Tabacosis – Tulipin (Digitalisat)
- Band 25 (1900) Tumenol – Verstopfung (Digitalisat)
- Band 26 (1901) Verstümmelung – Zymose. Generalregister (Digitalisat)

### Vierte, gänzlich umgearbeitete Auflage (1907 – 1914)
- Band 1 (1907) Aachen – Asphyxie (Digitalisat)
- Band 2 (1907) Aspirin – Brustdrüse (Digitalisat)
- Band 3 (1908) Brustfellentzündung – Dioscorea (Digitalisat)
- Band 4 (1908) Diphtherie – Fibrom (Digitalisat)
- Band 5 (1908) Fieber – Görbersdorf (Digitalisat)
- Band 6 (1909) Görz – Hypnal (Digitalisat)
- Band 7 (1909) Hypnon – Kondylom (Digitalisat)
- Band 8 (1910) Korektopie – Magenkrankheiten (Magenerweiterung) (Digitalisat)
- Band 9 (1910) Magenkrankheiten (Magengeschwülste) – Montreux (Digitalisat)
- Band 10 (1911) Moorbäder – Oesophaguskrankheiten (Digitalisat)
- Band 11
- Band 12 (1912) Polymyositis – Samenflecke (Digitalisat)
- Band 13 (1913) Samenverluste – Sterilität des Mannes (Digitalisat)
- Band 14 (1913) Sterilität des Weibes – Urticaria (Digitalisat)
- Band 15 (1914) Die Abderhaldensche Abwehrferment-Reaktion – Strahlentherapie. Generalregister Band I – XV (Digitalisat)

### Ergänzungsbände zur 4. Auflage (Ergebnisse der gesamten Medizin)
- 1. Ergänzungsband (Ergebnisse der gesamten Medizin Band I) (1920)
- 2. Ergänzungsband (Ergebnisse der gesamten Medizin Band II) (1921) (Nachdruck ISBN 978-1-372-52803-3)
- 3. Ergänzungsband (Ergebnisse der gesamten Medizin Band III) (1922)
- 4. Ergänzungsband (Ergebnisse der gesamten Medizin Band IV) (1923)
- 5. Ergänzungsband (Ergebnisse der gesamten Medizin Band V) (1924) (Digitalisat)
- 6. Ergänzungsband (Ergebnisse der gesamten Medizin Band VI) (1925)
- 7. Ergänzungsband (Ergebnisse der gesamten Medizin Band VII) (1925)
- 8. Ergänzungsband (Ergebnisse der gesamten Medizin Band VIII)
- 9. Ergänzungsband (Ergebnisse der gesamten Medizin Band IX) (1926) (Digitalisat)
- 10. Ergänzungsband (Ergebnisse der gesamten Medizin Band X) (1927)
- 11. Ergänzungsband (Ergebnisse der gesamten Medizin Band XI) (1928) (Digitalisat)
- 12. Ergänzungsband (Ergebnisse der gesamten Medizin Band XII) (1928) (Digitalisat)
- 13. Ergänzungsband (Ergebnisse der gesamten Medizin Band XIII) (1929)
- 14. Ergänzungsband (Ergebnisse der gesamten Medizin Band XIV) (1930)
- 15. Ergänzungsband (Ergebnisse der gesamten Medizin Band XV) (1931)
- 16. Ergänzungsband (Ergebnisse der gesamten Medizin Band XVI)
- 17. Ergänzungsband (Ergebnisse der gesamten Medizin Band XVII)
- 18. Ergänzungsband (Ergebnisse der gesamten Medizin Band XVIII) (1933)
- 19. Ergänzungsband (Ergebnisse der gesamten Medizin Band XIX)
- 20. Ergänzungsband (Ergebnisse der gesamten Medizin Band XX) (1935)
- 21. Ergänzungsband (Ergebnisse der gesamten Medizin Band XXI)
- 22. Ergänzungsband (Ergebnisse der gesamten Medizin Band XXII) („Schlußband“ 1937–1938)